# Tyristrand
Tyristrand är en tätort och kyrkby i Ringerike kommun i Buskerud fylke i sydöstra Norge. Orten ligger på västsidan av Tyrifjorden och var tidigare centralort i dåvarande Tyristrands kommun. Invånarantalet var 845 per 1 januari 2011.